# Vámpírok bálja (musical)
A Vámpírok bálja (németül: Tanz der Vampire) Roman Polański 1967-es azonos című filmjének musicalváltozata. A színpadi változat ősbemutatója 1997-ben a bécsi Raimund Színházban volt, ahol minden este telt házas előadást tartottak. A darab sikere után Stuttgart és Hamburg színházaiban is bemutatásra került, és a német közönség egyik legkedveltebb musicalévé vált, „kultmusical”-ként aposztrofálták.
Még a hamburgi bemutató előtt Tallinnban és a Broadwayn is bemutatásra került, de ez utóbbi jelentősen átdolgozott előadás megbukott az amerikai közönség előtt. Varsóban mérsékeltebb sikert aratott, majd Tokióban vitték következőleg színre.
2007-ben Budapesten, a PS Produkció mutatta be a Magyar Színház épületében, ahol azóta is nagy sikerrel fut. Bár évente mindössze két szezonban (téli és nyári) láthatja a közönség, mégis Magyarország második legnépszerűbb[forrás?] előadásává nőtte ki magát, olyannyira, hogy több magyar szereplő a németországi (Oberhausen) előadásban is szerepet kapott, míg a magyar díszlet a belga előadásokat fogja gazdagítani. A világon eddig több mint ötmillió nézőt vonzott a színházakba, ez a látványos díszlettel és táncbetétekkel valamint fülbemászó dallamokkal tarkított Polański-előadás.[forrás?]
Nincs más út: ki az éjből a fénybe,
 minket korlát mögé senki nem zár.
 Tisztán látjuk a célt, a régi módszer bevált:
 élőholtaknak létet a véretek ád.
 Így lépünk tovább!
 Így lesz miénk a világ!

## A filmtől a színházig
Roman Polański nagy sikerű azonos című filmje után közel 30 évvel készült el a színpadi adaptáció. Polański azzal a céllal állította színpadra a darabot, hogy ne merüljön feledésbe az eredeti, filmvásznon életre keltett vámpírtörténet és mert csodálta a vámpírokat, a halhatatlanságukat, az erotikájukat – azon belül is a nyak kiszívását, harapását – és mindezt kissé dermesztő horrorral fűszerezve. Azt, hogy a filmet musical formájában, német nyelven mutassák be Roman társproducerének Andrew Braunbergnek az ötlete volt. A feltétel az volt, hogy Roman Polański maga adaptálja át a filmet musicallé és ő legyen a bemutató rendezője. Rudi Klausnitzer intendáns irányításával Michael Kunze és Jim Steinman a film képi nyelvezetéből nagyszerű zenés jeleneteket, dalokat és kórusokat alkotott. Michael Kunzenak sikerült elkerülni a közhelyek alkalmazását a szövegben, párbeszédekben, dalokban. A színpadi történet hűen követi a filmbeli eseményeket és csak kisebb részekben van eltérés, mint például a szereplők karakterei sokkal változatosabbak a színdarabban, mint a filmben. A musicalben igényesen megformált és kidolgozott karakterek adják Polański gótikus ábrázolásának egyik csúcspontját. A karakterek között megtalálható az Einsteinre hasonlító, kissé ügyefogyott német professzor (Abronsius) és bukdácsoló segédje (Alfred) akik meg akarják váltani a világot és maguk sincsenek teljesen tisztában azzal, hogy hová is csöppentek és korántsem biztos hogy céljukat elérik, valamint a zsidó és a homoszexuális vámpír is. De a főszereplő, a vámpírgróf (von Krolock), a markáns énekhangjával és megjelenésével vérfagyasztó hatást kelt. Komikus, erotikus, horrorisztikus, groteszk és drámai jelenetek követik egymást a történetben.

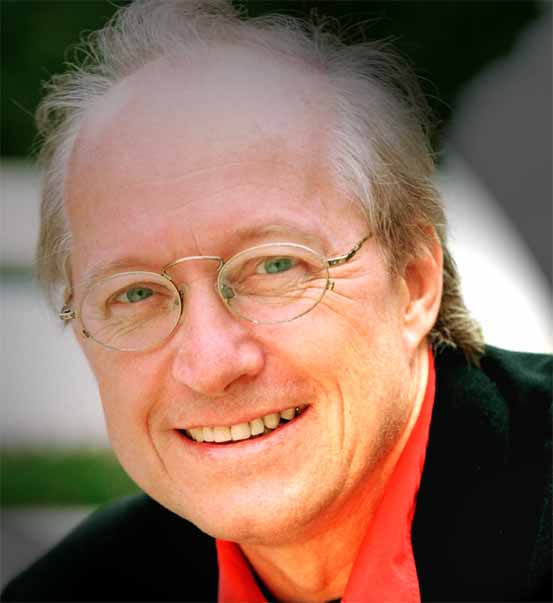
A librettó Michael Kunze munkája

Nem csak a karakterek, de a jelmezek is igen nagy odafigyeléssel lettek kiválasztva. megfigyelhető, hogy a történet elején egyszerűbb, hétköznapibb korabeli felöltők és kosztümök, míg a történet végére már szegecselt, lakkozott bőrkabátokban és bőrnadrágokban lépnek színpadra a vámpírok. De egy musicalben nélkülözhetetlen a tánc, melynek koreográfiáját Dennis Callahan alkotta meg, aki a Budapesten bemutatott darabhoz magyar tánclépéseket is belecsempészett a koreográfiába. A díszletre is nagy hangsúlyt fektetett az Oliver díjas William Dudley, aki fantáziadús, lenyűgöző, kísérteties és egyben tündérmesébe illő látványelemeket készített. A maszkokat és jelmezeket Sue Blane és Peter Greenway tervezte. A falusi házikótól a zord és gótikus, sötét és sejtelmes vámpírkastélyig szinte minden egyes kép, tárgy, díszlet a legnagyobb profizmussal lett kidolgozva, mígnem 1997 október 4-én a 600 jelentkezőből kiválasztott társulattal bemutatták a Vámpírok bálját Bécsben, a Raimund Színházban, ahol azonnal közönségsiker lett. A vámpírgrófot alakító néhai Steven Barton-t pedig minden idők legjobb Krolock grófjának tartják. A premieren jelen volt Roman Polański, Jim Steinman és Bonnie Tyler is, akik a színpadon is megköszönték a közönségnek az óriási tapsvihart. A bemutató után egyöntetű pozitív sajtóvisszhang jelent meg és Ausztria legnépszerűbb előadásává nőtte ki magát a vámpírtörténet ami aztán később Németországban folytatódott.

## Zene

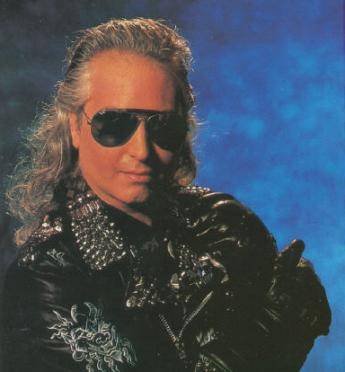
Jim Steinman a "Rockzene Richard Wagnere"

A musical teljes zenéje Jim Steinman munkája. Roman Polański Steinmant kérte fel, hogy írja meg a zenét a darabhoz, hiszen Steinmanhoz is közel állt a vámpíros, denevéres műfaj, amikor Meat Loaf Bat out of Hell lemezeit készítette, aminek visszatérő motívuma a denevér és a pokol. Polański szabad kezet adott Jimnek, de lekötötte, hogy bármilyen zene lehet, csak ne rock & roll. Steinmannak nem volt nehéz dolga, hiszen régi nagy világslágereit vette elő és többek között a Bonnie Tyler által sikerre vitt Total Eclipse of the Heart című dalának zenei alapjára építette a musical zenéjét. A Total Eclipse of the Heart egyes zenei alapjai többször is felcsendülnek. Amikor Steinman megmutatta Polańskinak a Carpe Noctem, a Szerelmi duett és a Finálé zenéjét, a neves rendező elégedett volt Steinman munkájával.
Mindegyik dalt úgy írtam, hogy közben elképzeltem a díszletet. Átlépek egy másik világba és minden dalhoz találok egy karaktert, egy történetet. Nagyon izgatott voltam, még a hatvanas években láttam a filmet és azóta Polański rajongó vagyok.

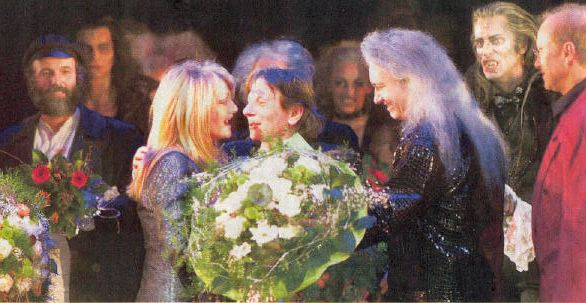
Bonnie Tyler, Roman Polański és Jim Steinman a bécsi premier után

A musical zenei stílusát tekintve eklektikus, a vad rockzenei illetve operaelemekkel ötvözve. Mint Steinman összes művére, a Vámpírok bálja musical zenéjére is rányomta a bélyegét a wagnerikus rock stílus, amelyben a klasszikus hangszerek – mint például a zongora – és a rockzenében használatos hangszerek, az elektromos gitár és az üstdobok keveréke adja a tipikusan Steinman műveire jellemző zenei összhatást.
De nem csak Bonnie Tyler világslágerét használta fel Jim Steinman újra, hanem Meat Loaf 1993-as Bat out of Hel II. Back Into Hell című lemezéről (melynek producere Steinman volt) az Objects In The Rear View Mirror May Appear Closer Than They Are című dalának átiratát a darabban von Krolock gróf énekli egy sírkertben. A darab fináléja szintén egy korábbi sláger az 1984-es Streets of Fire (Utcák a tűzben) című mozifilm végén csendül fel Tonight Is What It Means To Be Young címmel.
Kisebb hasonlóság figyelhető meg Steinman egyik korábbi, Angliában szintén nagy sikerrel futó musical (Whistle down the Wind) egyik dala közt, melyet Andrew Lloyd Webberel készített közösen és a Vámpírok bálja fináléja között. A vámpír finálé eredeti verziója 1984-ben jelent meg, egy amerikai film betétdalaként és valószínű, hogy a Webber musicalben felcsendülő Tyre Tracks and Broken Hearts és a Kiss is a Terrible thing to Waste (előbbit Bonnie Tyler utóbbit pedig Bonnie és Meat Loaf énekli közösen) dalok is az 1984-es felvétel alapjaira épültek. Megfigyelhető, hogy mindkét musicalben ezek a dalok a legdinamikusabbak, illetve mindhárom dal utolsó háromnegyedének üteme teljesen megegyezik.
Nem beszélek németül és szerintem már nem is fogok megtanulni, de nagyon érdekes és izgalmas volt Bécsben dolgozni. Számomra Bécs a világ zenei fővárosa, gyermekkoromban rengeteg operafelvételt hallgattam, Solti, Von Karajan vagy Bohm a Bécsi Filharmonikusokkal ami a világ legnagyobb zenekara. Az én zenei világom a Beatles és a Bécsi Filharmonikusok 

## A történet főbb szereplői
- Von Krolock gróf: a vámpírkastély ura
- Sarah:a zsidó fogadós lánya
- Professzor Abronsius: a mindenre elszánt vámpírvadász
- Alfred: a professzor kissé botladozó segédje
- Chagal: a zsidó fogadós
- Rebecca: a fogadós féltékeny felesége
- Magda: szolgáló a fogadóban és Chagal szeretője
- Herbert: Krolock gróf homoszexuális fia
- Koukol: Krolock gróf hű szolgája

## Cselekmény
|  | Alább a cselekmény részletei következnek! |

### 1. felvonás
Valahol az erdélyi havasokban két utas bolyong a hóviharban. Alfred, az ifjú asszisztens kétségbeesetten szólongatja mesterét, Abronsius professzort, félvén, hogy az idős tudós a jegyzeteivel foglalkozva lemaradt és megfagy végül.
Kint kegyetlen a hideg, de odabenn, Chagal fogadójában forró a hangulat. A vendégek és a háziak dallal köszöntik oltalmazójukat, a konyhaművészetet, az egészségmegőrzést és a férfiúi tetterőt egyaránt szolgáló, csodálatos fokhagymát.
A dal végén behozzák a jégcsappá fagyott utazókat: Abronsius professzort és az asszisztensét, Alfredot.
Abronsius, ahogy magához tér, azonnal észreveszi a rengeteg fokhagymát. Számára ez jelzés: tudja, hogy közel járnak céljukhoz, a vámpírok lakta kastélyhoz.
Chagal, a fogadós tagadja a kastély létezését, de örömmel kínál szállást Abronsiuséknak. A „lakosztály” bemutatásakor egy kis malőr adódik: a fürdőkádat éppen Chagal lánya, Sarah foglalta el.
Apja parancsára Sarah a szobájába megy, Chagal még be is szegezi leánya ajtaját, miközben arról énekel, hogy milyen nehéz egy lányos apa sorsa, főképp, ha a leánygyermek szép.
Alfredot elbűvölte Sarah szépsége és a lánynak is tetszik a fiú. Miközben ők ébredő érzelmeikről dalolnak, Chagal kiszökik a hitvesi ágyból és a szolgálólányhoz, Magdához csörtet be némi testi örömöt remélve. Magdát azonban taszítja Chagal mohó közeledése, és mivel a fogadós neje, Rebecca is felébredt közben, Chagalnak vissza kell térnie hálószobájukba. Időközben Abronsius is felneszelt a lépések zajára, de „nyomozása” csak azt eredményezi, hogy a férjére leső Rebecca őt is fejbe veri a sötétben.
A vámpírkastély ura: Krolock gróf, a maga sajátos módján szintén szenvedélyes érzelmeket táplál Sarah iránt. „Kettőnket már egy lépés választ csak el” – szólítja meg az éjszakából a lányt, miközben társai, a friss vérre szomjazó vámpírok saját sorsukról énekelnek.
A tiszta reggeli napsütésben Chagal és háznépe boldogan végzi napi munkáját. Egy rémisztő figura, Koukol megjelenése zavarja meg idilljüket. Koukol, aki a gróf szolgája gyertyákért jött, de kihasználva az alkalmat, Saraht is emlékezteti a közelgő estére.
Abronsius és Alfred jönnek ki a házból és látják Chagalékat mennyire megrémítette Koukol látogatása. A professzor azonnal rájön az összefüggésre és az igazságról, a tudomány diadaláról szóló áriájával valósággal elsöpri a fogadósék átlátszó tagadását. Mondhatnak akármit, ő már tudja, a kastély és ura, a gróf, itt van a közelben!

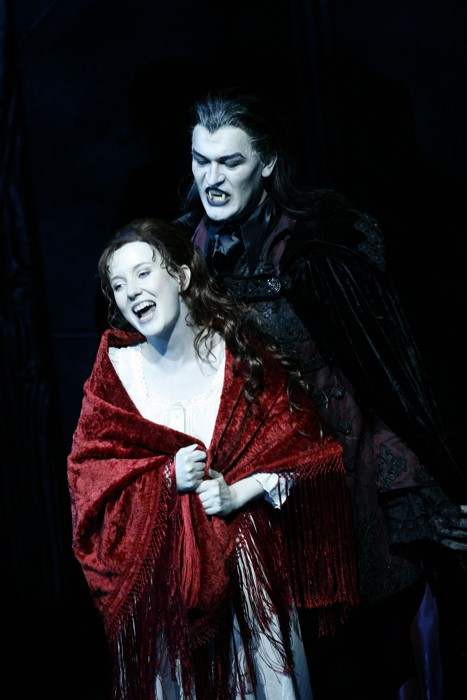
Egyházi Géza, Andrádi Zsanett

Közeleg az este. Alfred fürdeni készül és a szobájából kiszökő Sarah meglepi a fiút. Alfred azt hiszi, hogy szerelmük beteljesülése következik, pedig a lány csak a fürdés gyönyörűségére vágyik.
Ahogy Sarah a kád illatos vízébe merül, csábító angyalként megjelenik Krolock gróf és meghívja a lányt a kastélyba, az éjféli bálra. Alfred még időben lármázza fel Abronsiust és Chagalékat. A gróf elillan, Sarah nyaka – egyelőre – sértetlen marad. Megígéri apjának: többé nem fürdik!
A ház elcsendesül. Kint Koukol jelenik meg és egy csomagot hagy az ajtó előtt Sarah részére. Sarah kisurran az ajándékért, ám közben Alfred is kijön a házból, remélve, hogy hívására az ablakban megjelenik majd a lány. „Kint vár az élet, csak ott kint vár a szabadság!” – éneklik a fiatalok, de Sarahnak mindez más jelent: a gróf és a báli éj vonzása erősebb, mint a fiú iránti érzelme, Visszaküldi Alfredot a házba kedves szivacsáért és ahogy a fiú eltűnik, kibontja a csomagot.
Az ajándékba kapott, csodás, vérpiros csizmákat felhúzva, Sarah már a bálban érzi magát. Látja a vendégsereg furcsa és vad táncát és hiába fohászkodik odabent az őt féltő család, a lány végül elindul a kastély felé. Alfred most elkésik a riasztással és csak a kétségbeesett apa, Chagal rohan a lány nyomában a fagyos éjszakai rengetegbe.
Chagalt holtan hozzák vissza a házba. Vámpírfogak harapása végzett vele – állapítja meg Abronsius professzor. A férjét sirató Rebecca nem engedi, hogy a tudós nyársat verjen Chagal szívébe, így aztán amikor Magda is elbúcsúzik a magára hagyott tetemtől, az vámpírként feltámadva őt sebzi halálra újonnan nőtt fogaival.
Abronsius és Alfred felfedezi Chagal tettét, el is kapják az élő-halott fogadóst, de az megint megússza szíve átdöfését, mivel Alfred tőle remél útbaigazítást a kastély, a gróf és persze Sarah felé.
A vámpírok felajzva várják a „vendégek” érkezését. A gróf készséges házigazdaként fogadja a professzort és asszisztensét. Abronsiusban a tudományos érdeklődést, Alfredban a szerelmes elszántságot erősíti meg titokzatos szavaival. Reménnyel telve vonulnak el éjszakai pihenőjükre, a kastély vendégszobájába.

### 2. felvonás
Az éjszakában először a vámpírok kórusa zúg fel. Sarah és a gróf szerelmi duettje félelem és vonzás, gyöngédség és kegyetlenség belső harcáról szól, és azt sejteti, hogy a lány már nem tud ellenállni a sötétség mágikus erejű vonzásának.

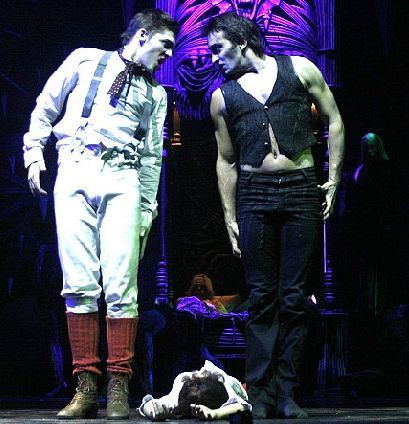
„Carpe Noctem!”
Baranya Dávid, Tihanyi Ákos, Taródi Szilvia

Míg Abronsius és Alfred békésen alszik, a vámpírok vad és véres orgiával ünneplik az éjszakát.
A kakasszó és Koukol neszezése ébreszti fel a vendégeket. Abronsiust a grófot napközben rejtő szarkofág holléte izgatja, Alfredot Sarah remélt közelsége. A professzor elindul felderíteni a terepet. Alfred pedig, magára maradva, az életét is feláldozni kész szerelméről énekel.
A kastély pincéjében bolyongva, hőseink megtalálják a kriptát. Mivel a professzor mászás közben „fennakad”, Alfredra hárul a munka neheze. Nyársat kell vernie a gróf és a fia, Herbert szívébe. Alfred képtelen megtenni a borzalmas feladatot, így a professzor, bármilyen dühös, kénytelen beletörődni a visszavonulásba.

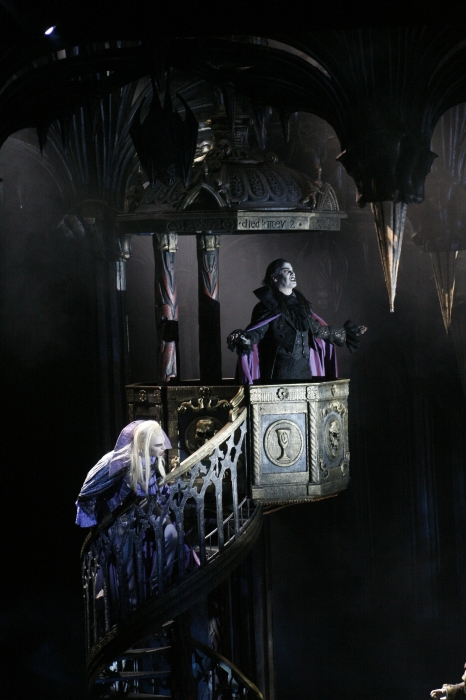
„Szívből üdvözlök itt minden testvért!”
Nagy Sándor, Posta Victor

A díszes grófi szarkofágok mellett szerénykedő koporsóból Chagal, majd Magda száll ki. Úgy fest, hogy Magdának most már kedvére van Chagal „harapós” szerelmi étvágya. Mindenki szívja valaki más vérét, ez a világ rendje – éneklik.
Abronsiust nem rettentik el a gróf fenyegető szavai. Amikor a kastély könyvtárába érve, felfedezi a ragyogó művek sokaságát, már Alfred sürgetésével sem törődik.
Alfred egy gyönyörű fürdőszobában talál rá Sarah-ra. Azonnal magával akarja vinni, de a lányt csak a közelgő báli éjszaka érdekli. A gróf csodálatos ruhával lepte meg őt és csak vele akar táncolni – meséli a boldogtalan Alfrednak.
Alfred a professzorhoz rohan Sarah megtalálásának hírével, de csalódnia kell: Abronsius egyelőre csak a könyvekben rejlő tudás erejével biztatja őt.
A korábban Sarah-tól hallott szépséges dallam újra felcsendülő hangja nyomán Alfred ismét a lány keresésére indul. Ám a dalt most nem Sarah, hanem a gróf fia, Herbert énekli. Herbert első látásra beleszeretett Alfredba, aki most riadtan próbál menekülni a felgerjedt udvarló elől. A fiút csak a professzor határozott közbelépése menti meg Herbert ostromától.
Leszáll az éjszaka. A kastély sírkertjében, a hantok alól vámpírok kúsznak elő. Az örökkévalóság unalmáról énekelnek és arról, hogy a „napfényes világ” leigázása lehet a megváltásuk.
Távozásuk után egyedül Krolock gróf marad a sírok között. Itt idézi fel a múltját, egész tragikus életét, melyet a szüntelen éhség és a nyomában járó pusztítás töltött be hosszú évszázadok óta. Az el nem múló vágy fájdalmas dala az, amely most feltör a kastély urából.
Eljön a vámpírok báljának ideje. Krolock köszönti a vendégeit, a vérre szomjazó vámpírok seregét. Elmondja, hogy a bál csillaga egy kivételes szépségű lány lesz, aki csak az övé. Társai Abronsiust és Alfredot kapják meg majd „kárpótlásul”. Hőseink ezalatt álruhát öltve elvegyülnek a vámpírok között, és a tánc közben próbálnak Sarah közelébe kerülni. A vakmerő szökési terv végül sikerül.
A két fiatal boldogan énekel, ám kettősük végére Sarah egy különleges meglepetést tartogat. Ez a kis „meglepetés” a professzor tudományos diadalát is megkérdőjelezi. Lehet, hogy a világ mégis a vámpíroké? A finálé fergeteges vámpírtánca mintha ezt erősítené meg…
|  | Itt a vége a cselekmény részletezésének! |

## A budapesti előadás

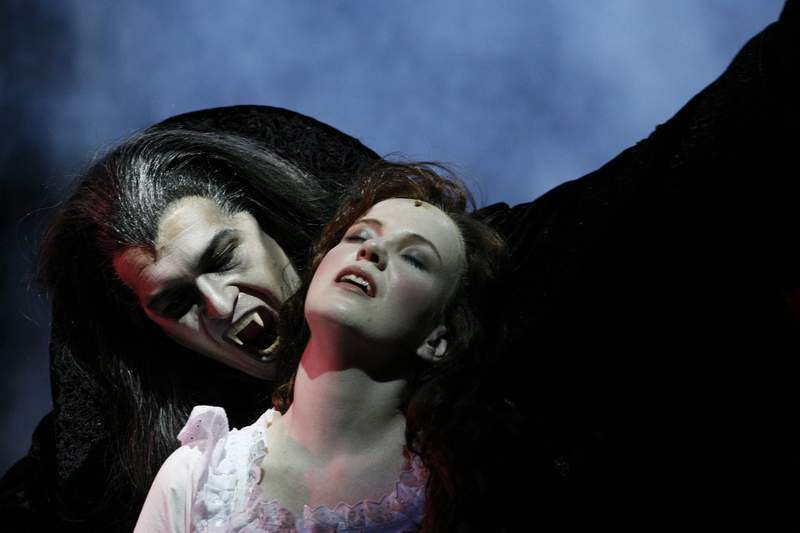
A két főszereplő, Egyházi Géza és Andrádi Zsanett

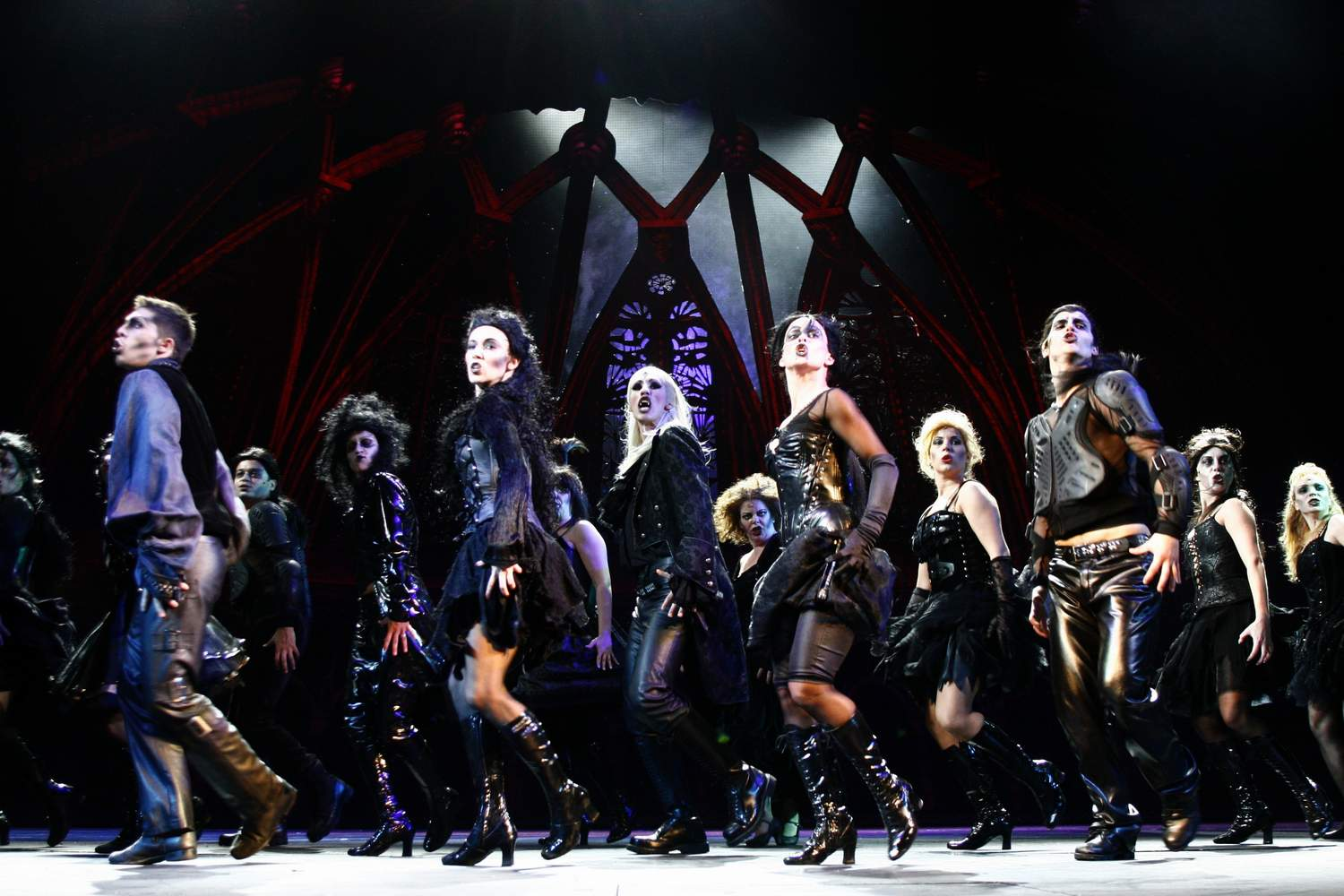
Finálé – a vámpírok tánca

A musical magyar producere Simon Edit, aki jelen volt az 1997-es bécsi bemutatón és annyira megragadta a történet, hogy elhatározta, ezt a magyar közönségnek is látni kell. 2004-től kemény munkával sikerült a Magyar Színházban bemutatni a Vámpírok bálját 2007. június 30-án. Természetesen a producerasszony több budapesti színházat keresett meg, hogy befogadják produkcióját, de többségében elutasították, mondván, ez nem fér bele a színház imázsába és nem hittek abban, hogy a magyar közönség fogékony erre a vámpírkomédiára. De a Magyar Színház teret adott a produkciónak. Cornelius Baltus ideálisnak találta a színház épületét, mert úgy néz ki, mint egy koporsó. Természetesen ugyanaz a nemzetközi alkotógárda segített a színpadra állításban, mint a bécsi, eredeti változat elkészítésében is. A magyar szöveget Miklós Tibor írta, aki több világsiker (Jézus Krisztus szupersztár, Miss Saigon, Nyomorultak, Evita, Hair, West Side Story, Fame) magyar szövegírója de például Cserháti Zsuzsának is írt popdalokat.
A nemzetközi alkotógárda tagjai többek között Cornelius Baltus, akit Polański jobbkezeként segítette a magyar bemutató létrejöttét. Dannis Callahan amerikai származású koreográfus, aki a bécsi, hamburgi, stuttgarti és varsói előadás koreográfiáját tervezte, a hazai előadást pedig magyar táncbetétekkel is kiegészítette.
A Vámpírok bálja díszleteit és jelmezeit Kentaur tervezte, aki több magyar énekes videóklipjét és például a Friderikusz produkció díszleteit tervezte. 2004-ben Gundel díjjal jutalmazták Az Operaház Fantomja, Madách Színházbeli előadás díszleteiért. A Vámpírok bálja budapesti díszleteit a nemzetközi alkotógárda is elismerte és az egyik legjobbnak találta, így a hamarosan Belgiumban bemutatásra kerülő előadáshoz a magyar díszleteket és jelmezeket fogják használni és addig a magyar produkció szünetel.
A budapesti előadás dupla CD-n is megjelent, ami a németországi Die Musical-Experten SOUND OF MUSIC toplistán 3 hónapig szerepelt, melyből 1 hónapig listavezető volt.
A PS Produkció budapesti előadásában nem csupán a díszlet, hanem a magyar szereplők is igen nagy sikert könyvelhettek el maguknak. Az első szereposztás Krolock grófját alakító Egyházi Gézát 2008-ban az év legjobb férfi musicalszínészének választották egy internetes szavazáson. A szereplőket egy többfordulós casting keretein belül választották ki, akik a musical sikerei után egyre több felkérést kaptak más színházaktól is. A budapesti előadást tehát nagy sikerrel zajlik évről évre, és már a századik előadáson is túl vannak és egyre több és több regisztrált rajongó csatlakozott a fanclubhoz.
Szereposztás
- von Krolock gróf – Egyházi Géza, Bot Gábor, Merán Bálint, Nagy Sándor, Feke Pál, Langer Soma, Zöld Csaba
- Sarah – Andrádi Zsanett, Kovács Lotti, Nádorfi Krisztina, Stróbel Dóra, Török Anna, Réthy Zsazsa, Simon Panna, Pacskó Dorka[16]
- Abronsius Professzor – Jegercsik Csaba, Sándor Dávid, Bot Gábor, Pásztor Ádám, Illés Dániel
- Alfréd – Sánta László, Héger Tibor, Mihálka György, Pásztor Ádám, Szemenyei János, Scheich Dávid, Tarlós Ferenc
- Chagal – Pavletits Béla, Bot Gábor
- Rebecca – Csóka-Vasass Kinga, Várady Viktória, Dobos Judit, Urbanovits Krisztina, Köves Dóra, Kokas Piroska
- Magda – Kecskés Tímea, Sári Éva, Debreczeni Márta, Stróbel Dóra, Balogh Anna, Baranyai Anna, Horváth Mónika
- Herbert – Pirgel Dávid, Posta Victor, Kamarás Máté, Szemenyei János, Jenei Gábor
- Koukol – Farkas Gábor Attila, Szentirmai Zsolt, Balog János, Feicht Zoltán, Umbráth László
- Nightmare szóló I. – Bot Gábor, Szentirmai Zsolt, Mihálka György, Mező Márió (Rocktenors), Károlyi Krisztián
- Nightmare szóló II. – Hetei Bakó Szabolcs, Szentirmai Zsolt, Mihálka György, Táborosi Márk (Evolette),[17] Károlyi Krisztián, Ágoston Máté, Baksa András, Braga Nikita
- Fekete vámpír táncszóló – Tihanyi Ákos, Túri Lajos Péter, Sólya Ádám, Finta Gábor, Nagy Csaba, Faragó Csaba, Kovács Péter, Zsíros Gábor
- Fehér vámpír táncszóló – Baranya Dávid, Nagy Tibor, Ködmen Krisztián, Barczi László
- Nightmare, Rote Stiefel táncszóló – Taródi Szilvia, Nagy Sarolta, Szoboszlay Judit, Horváth Zita, Zsitva Réka
- Rote Stiefel táncszóló – Rákász Dániel, Fekete Zoltán, Kiss Ernő Zsolt, Horváth Zita, Zsíros Gábor, Babácsi Benjamin
- További szereplők – Ajtai Beáta, Pethő Dorottya, Miklós Eponin, Illés Adrián, Mikecz Kornél, Lopusny Anna, Tonhaizer Tünde, Nyári Darinka, Szegő Adrienn, Horváth Henriett, Sallak Petra, Tiborcz Fanni, Szabados Tímea, Kelemen Krisztián, Sterl Alexandra, Csórics Balázs, Kovács Réka, Szabó Anikó, Demeter Nóra, Steidl Anita, Répás Máté, Eőry Mónika, Vincze Kitti, Pető Zsófia, Bánki Renáta

Alkotók
- Díszlet – Kentaur
- Jelmez – Kentaur
- Fénytervező – Chris Ellis
- Producer – Simon Edit
- Művészeti vezető – Póka Balázs
- Karmester – Köteles Géza, Balassa Krisztián

## A musical dalainak listája
Az ikonokra kattintva a dalok az adott nyelvű produkciók szerint rendezősnek sorba:

### Első felvonás
| Angolul                              | Németül                                         | Magyarul                       |
| ------------------------------------ | ----------------------------------------------- | ------------------------------ |
| Overture                             | Overture                                        | Nyitány                        |
| –                                    | He, Ho, He                                      | Prológ                         |
| Garlic                               | Knoblauch                                       | Fokhagyma                      |
| –                                    | Bitte, meine Herren!                            | Fokhagyma utójáték             |
| Don't Leave Daddy                    | Eine schöne Tochter ist ein Segen               | Hogy ha szép egy lány          |
| There's Never Been a Night Like This | Nie Geseh'n                                     | Egy lányt még, aki így néz rám |
| Original Sin                         | Gott ist tot                                    | Készen állj – Isten meghalt    |
| –                                    | Alles ist hell                                  | Minden oly tiszta              |
| Logic                                | Wahrheit                                        | Igazság                        |
| The Invitation                       | Einladung zum Ball                              | Meghívás a bálba               |
| Braver Than We Are                   | Draussen ist Freiheit                           | Kint vár az élet               |
| Red Boots Ballet                     | Die Roten Stiefel (Bécs)                        | Piros csizmák                  |
| Say a Prayer                         | Stärker als wir sind (Stuttgarttól) / Das Gebet | Fohász                         |
| –                                    | –                                               | Sarah üldözése                 |
| –                                    | Trauer um Chagal – Wuscha Buscha                | Wuscha Buscha                  |
| Death is Such an Odd Thing           | Tot zu sein ist komisch                         | Meghalni oly morbid            |
| –                                    | –                                               | Chagal üldözése                |
| –                                    | Durch die Wildnis zum Schloss                   | Vadon I.                       |
| Come With Me                         | Vor dem Schloss – Finale Erster Akt             | Finálé I.                      |
| –                                    | Du bist wirklich sehr nett                      | Édes vagy igazán               |
| Angels Arise                         | –                                               | –                              |
| God Has Left the Building            | –                                               | –                              |
| Forever More in the Night            | –                                               | –                              |

### Második felvonás
| Angolul                                       | Németül                                   | Magyarul                        |
| --------------------------------------------- | ----------------------------------------- | ------------------------------- |
| Vampires is Love (Total Eclipse of the Heart) | Totale Finsternis                         | Szerelmi duett – Teljes a sötét |
| Carpe Noctem                                  | Carpe Noctem                              | Carpe Noctem                    |
| –                                             | Ein perfekter Tag                         | Egy tökéletes nap               |
| For Sarah                                     | Für Sarah                                 | Őérte                           |
| –                                             | In der Gruft                              | Kripta                          |
| Death is Such an Odd Thing (Reprise)          | Geil zu sein ist komisch                  | Mindenki szívja a másik vérét   |
| Books, books                                  | Bücher, Bücher                            | Könyvek                         |
| When Love is Inside You                       | Wenn Liebe in dir ist                     | Míg szeret a szíved             |
| –                                             | Sie irren, Professor!                     | Herbert keringő utójáték        |
| Eternity                                      | Ewigkeit                                  | Öröklét                         |
| Confessions of a Vampire                      | Die unstillbare Gier                      | Az el nem múló vágy             |
| The Ball: The Minuet                          | Tanzsaal                                  | A bál                           |
| –                                             | –                                         | Menüett                         |
| –                                             | –                                         | Vadon II.                       |
| Braver Than We Are (Reprise)                  | Draussen ist Freiheit (Reprise)           | Vár ránk az élet (repríz)       |
| The Dance of the Vampires                     | Der Tanz der Vampire – Finale Zweiter Akt | Finálé II. – A vámpírok tánca   |
| –                                             | –                                         | Tapszene                        |
| –                                             | Noch mehr Bücher                          | –                               |
| Never Be Enough                               | –                                         | –                               |
| You Will Live Forever                         | –                                         | –                               |

## A dalok eredeti verziói
Jim Steinman ismert dalszerző, többek között Bonnie Tyler, Meat Loaf, Pandora’s Box és Céline Dion számára is ír dalokat. A musical megírásakor több ízben is felhasználta korábbi dalait.
| Cím                               | Eredet[forrás?] |
| --------------------------------- | --- |
| Overture                          | Jim Steinman Bad for Good című lemezéről való instrumentális blokk, a The Storm (1981) |
| Gott ist Tot                      | A Pandora’s Box Original Sin című dala 1989-ből |
| Einladung zum Ball                | A Pandora’s Box Original Sin című dala, illetve Bonnie Tyler, Total Eclipse of the Heart zenei alapja |
| Die Roten Stiefel                 | Jim Steinman, The Storm című instrumentál részletei (1981) |
| Vor dem Schloß                    | A Neverland című be nem mutatott musicaléből a City Night és a Come With Me című dalok valamint Bonnie Tyler, Total Eclipse of the Heart zenei alapja a kórusban                                                                 |
| Totale Finsternis                 | Bonnie Tyler Total Eclipse of the Heart című dala 1983-ból, a Faster than the Speed of Night lemezről. |
| Carpe Noctem (Fühl die Nacht)     | a Meat Loaf által énekelt Good Girs Go To Heaven zenei alapja a Bat Out Of Hell II: Back Into Hell„ lemezről (1993) |
| Ein Perfekter Tag                 | Who Needs The Young a Dream Engine-ből és a Neverland, be nem mutatott musicalekből. |
| In Der Gruft                      | Who Needs The Young a Dream Engine-ből és a Neverland, be nem mutatott musicalekből. |
| Für Sarah                         | Milady a Confidence Man című, be nem mutatott musicalből |
| Ewigkeit                          | Gods a be nem mutatott Neverlandből aminek alapja Meat Loaf, Bat out of Hell című 1977-es lemezének CD változatára felkerült élő instrumentális koncertfelvétel, a The Great Bolero.                                             |
| Die Unstillbare Gier              | az Objects in the Rear View Mirror May Appear Closer than They Are című dal Meat Loaf a Bat Out Of Hell II: Back Into Hell” lemezről (1993)                                                                                      |
| Tanzsaal                          | A Bat Out Of Hell I. remastered CD kiadásán lévő élő koncertfelvétel instrumentál blokkja, a The Great Bolero (1977) majd a Pandora’s Box Original Sin (1989)című dala, valamint a Total Eclipse of the Heart (1983) dalrészlet. |
| Draußen ist Freiheit              | a Pandora’s Box Original Sin című dala (részletek) |
| Der Tanz der Vampire (Finale II.) | a Tonight Is What It Means To Be Young az 1984-es Streets of Fire című filmből, előadó a Fire Inc. |

## A produkció fogadtatása

### Német nyelvterület
Ausztriában és Németországban egyöntetű pozitív kritika jelent meg. Több ízben is dicsérték a darabban Jim Steinman mesteri folklór és heavy metál valamint a szimfonikus rock elemekkel tarkított zenéjét illetve Polański sajátos színpadi ábrázolását. A bécsi Der Standart az Az Operaház Fantomja és a Rocky Horror Show keverékéhez hasonlította.
A Salzburger Nachrichten Jim Steinman magabiztos és erőteljes zenei hatását emelte ki pozitívumként, illetve hogy korábbi slágereinek feldolgozása garantálta a sikert. Továbbá nagyon professzionális alkotásnak minősítette, Roman Polański minden igényt kielégített. A berlini Die Welt szerint a színpadi látvány és a zenei hatás összeolvadt és hipnotikus hatást váltott ki. A müncheni Süddeutsche Zeitung kiemelte, Michael Kunze-t, amiért meggyőzően lefordította a filmanyagot egy vizuálisan elegáns és hatásos színpadi verzióra.

### Magyarország
A magyarországi produkciót is remek visszajelzéseket kapott, többek között a Kentaur által készített monumentális díszletek és jelmezek arattak nagy sikert. Az Élet és Irodalom című folyóiratban is egy igazán elismerő hangvételű cikk jelent meg. Azonban megjelentek olyan kritikák is, amelyek Miklós Tibor fordítását marasztalják.

### USA (Broadway)
Az Egyesült Államokban 2002. október 18-án került bemutatásra. Mindössze 56 előadást ért meg és több mint 10 millió dolláros veszteséget hagyott maga után. Az európai produkciótól teljesen eltérő volt, mert az ottani rendező, Mikey Boy inkább egy vígjátékká alakította át a történetet, ami Amerikában játszódott és nem Erdélyben, ahogy az eredeti darabban is. Jim Steinman dalai elvesztették mondanivalóikat, ezért Steinman nem vett részt a premieren. Michael Kunze azt nyilatkozta, Polański akkor sem ment volna el a Broadway darab rendezésére, ha nem tiltották volna ki Őt az USA-ból. Amerikában egy teljesen új verziót mutattak be egy teljesen új közönségnek. John Rondó színházigazgatónak túl nehéz volt a német verzió színpadra állítása, ezért egy könnyedebb, humorosabb, "amerikaibb" Vámpírok bálját mutattak be. Mindettől függetlenül a produkció 6 International Musical Awards díjjal büszkélkedhet, többek között a legjobb musical, Legjobb forgatókönyv, legjobb férfi illetve legjobb női alakítás.

## Cikkek
(dátum szerint csökkenő sorrendben)
- Viva la Musical – Vámpírok Extra – 2008. június
- Balázs András – Vérfrissítés a Vámpírok báljában zene.hu – 2008. június
- Magyar táncos sikere Berlinben kultura.hu – 2008. január
- Mámoros koncentráció Gabnai Katalin – Criticai Lapok – 2007. december
- Meghalni oly' morbid Archiválva 2007. december 5-i dátummal a Wayback Machine-ben Kovács Bálint – Prae.hu – 2007. szeptember
- Sikeresek a színpadi vérszívók Archiválva 2007. augusztus 16-i dátummal a Wayback Machine-ben Pénzes Dávid – gondola.hu – 2007. augusztus 13.
- Standing ovation Koltai Tamás – Élet és Irodalom – 2007. augusztus 10.
- Mindenki szívja valaki más vérét Tamási Orosz János – vasarnapihirek.hu – 2007. augusztus 5.
- Vérszívók és sejtelmes fények Bóta Gábor – Magyar Hírlap online – 2007. augusztus 2.
- Vámpírok bálja Kertész Gábor – Nők Lapja Café – 2007. július 31.
- Vámpíroké lesz a világ? Jakab Szabolcs – zene.hu – 2007. július 29.
- Vérszívók, lidércek báli kavalkádja[halott link] Metz Katalin – Magyar Nemzet online – 2007. július 23.
- Vámpírjaink kimutatták a foguk fehérjét Szász Judit – muvesz-világ.hu – 2007. július
- Standing ovation – vámpírok bálja Velkei Tamás – kultissimo.hu
- Vámpírok Bálja Extra szám Kultúr Kavalkád – Vámpírok Bálja Extra – 2007. június
- Mától látható a Vámpírok bálja a Magyar Színházban Magyar Hírlap online – 2007. június 29.
- Zombik és vérszívók Fáy Miklós – Népszabadság online – 2007. június 10.
- Készülnek a Vámpírok tanchirek.hu – 2007. május 12.
- Pesten is bálra készülnek a Vámpírok Sík Bernadett – zene.hu – 2007. május 8.
- Vámpírok karácsonyi bálja Szia Bence – sziget.hu – 2006
- Roman Polański elégedett a Vámpírok Bálja előkészületeivel zene.hu – 2006. november 16.
- Világraszóló Vámpírrevü Budapesten Origo – 2006. november 10.

## Külső hivatkozások
- Hivatalos és sokszínű linkgyűjtemény
- A magyar előadás hivatalos honlapja
- A film az IMDb-n
- Vámpírok bálja a Facebookon
- Vámpírok bálja hivatalos Instagram oldal
- Bonnie Tyler és Vámpírok Bálja a Bloggeren
- PS Produkció